# Sörstafors
Sörstafors är en tätort vid Kolbäcksån, cirka 3 km söder om Hallstahammar i Hallstahammars kommun.
På platsen etablerades en industri i mitten av 1800-talet. Först fanns där benstamp, sågverk och tegelbruk. Ett träsliperi anlades på 1860-talet, från 1870 även ett pappersbruk, som senare blev Sörstafors Pappersbruks AB. Då en sulfitfabrik tillkom 1905 växte produktionen. Nästa expansiva fas kom efter att Surahammars bruk förvärvade anläggningen 1918. Ett större sliperi togs i drift 1926 och ett syrahus byggdes 1932–1933. Senare på 1930-talet förnyades maskinparken. Eftersom pappersbruket blev alltmer exportinriktat kom andra världskriget olägligt. Krigsåren innebar stagnation för Sörstafors, men sedan vände allt. På 1950-talet inföll ännu en storhetstid, den sista. Sedan medförde skärpta miljölagar att en planerad utveckling av driften hejdades. Efter att Billerudkoncernen förvärvade bruket 1961 drogs verksamheten ner, tills den upphörde 1966.
Efter pappersbrukets avveckling flyttade Varnäsföretagen in och etablerade en metallindustri, inriktad på bearbetning av aluminiumkomponenter. Fram till de första åren av 2000-talet var verksamheten betydande, men sedan följde en tvär nedgång i spåren av finanskrisen 2007–2008. Efter konkurs och ägarbyte 2009 inskränktes driften, för att helt läggas ner i februari 2016.
Invid den gamla fabriken finns ett större vattenkraftverk, byggt 1937 för att utvinna elström ur Kolbäcksån.
Strax norr om samhället går Europaväg 18. 

## Befolkningsutveckling
| Befolkningsutvecklingen i Sörstafors 1950–2020 | Befolkningsutvecklingen i Sörstafors 1950–2020 | Befolkningsutvecklingen i Sörstafors 1950–2020 | Befolkningsutvecklingen i Sörstafors 1950–2020 | Befolkningsutvecklingen i Sörstafors 1950–2020 |
| ---------------------------------------------- | ---------------------------------------------- | ---------------------------------------------- | ---------------------------------------------- | ---------------------------------------------- |
|                                                |                                                |                                                |                                                |                                                |
| År                                             |                                                |                                                | Folkmängd                                      | Areal (ha)                                     |
| 1950                                           | 1950                                           |                                                | 364                                            |                                                |
| 1960                                           | 1960                                           |                                                | 425                                            |                                                |
| 1965                                           | 1965                                           |                                                | 356                                            |                                                |
| 1970                                           | 1970                                           |                                                | 292                                            |                                                |
| 1975                                           | 1975                                           |                                                | 297                                            |                                                |
| 1980                                           | 1980                                           |                                                | 338                                            |                                                |
| 1990                                           | 1990                                           |                                                | 376                                            | 45                                             |
| 1995                                           | 1995                                           |                                                | 352                                            | 45                                             |
| 2000                                           | 2000                                           |                                                | 317                                            | 43                                             |
| 2005                                           | 2005                                           |                                                | 294                                            | 43                                             |
| 2010                                           | 2010                                           |                                                | 278                                            | 43                                             |
| 2015                                           | 2015                                           |                                                | 270                                            | 41                                             |
| 2020                                           | 2020                                           |                                                | 277                                            | 39                                             |
|                                                |                                                |                                                |                                                |                                                |